# المتحولون جنسيا والخدمة العسكرية

الخدمة العسكرية للمتحولين جنسيًا تبعًا للبلد والإقليم
تسمح للمتحولين جنسيًا أداء الخدمة العسكرية
تحظر معظم المتحولين جنسيًا من أداء الخدمة العسكرية
تحظر المتحولين جنسيًا من أداء الخدمة العسكرية

لا تملك معظم القوات العسكرية سياسات تبيح علنيًا وبشكل صريح لأفراد مجتمع الميم أداء الخدمة العسكرية. بشكل عام، تبدي المؤسسات العسكرية في أوروبا الغربية ميلًا كبيرًا تجاه إدخال أفراد مجتمع الميم ضمنها. منذ الثاني عشر من شهر أبريل عام 2019، سمحت 19 دولة للمتحولين جنسيًا بأداء الخدمة العسكرية بشكل علني، وهذه الدول هي أستراليا والنمسا وبلجيكا وبوليفيا وكندا وجمهورية التشيك والدنمارك وإستونيا وفنلندا وفرنسا وألمانيا وأيرلندا وإسرائيل وهولندا ونيوزيلندا والنرويج وإسبانيا والسويد والمملكة المتحدة. سمحت دولتا كوبا وتايلندا للمتحولين جنسيًا بأداء الخدمة العسكرية، لكن بمقدار محدود. في عام 1974، كانت هولندا أول دولة تسمح للمتحولين جنسيًا بأداء الخدمة العسكرية.

## الجدال حول إدراج المتحولين جنسيًا ضمن المؤسسات العسكرية

### النقاشات المعارضة لضم المتحولين جنسيًا
هناك عددٌ من الحجج التي تعارض التحاق المتحولين جنسيًا بالخدمة العسكرية. ترتكز إحدى تلك الجدالات على فكرة مفادها أن المتحول جنسيًا يعاني من اضطراب نفسي، وبالتالي لا يصلح هؤلاء المتحولون للخدمة العسكرية. استُخلصت تلك الفكرة من حالات الاكتئاب والانتحار الشديدة التي تظهر لدى الأفراد المتحولين جنسيًا. تصلح تلك الفكرة عندما نتحدث عن الأفراد الذين خضعوا لجراحة إعادة تحديد الجنس ولم تكن نتائج تلك الجراحة مرضية بالنسبة لهم: لذا يسود الاكتئاب الحاد لدى هؤلاء الناس. قد يؤثر العلاج الهرموني على المزاج والصحة العامة، وذلك عاملٌ من العوامل التي تستخدم ضد السماح للمتحولين بالانضمام للقوات المسلحة، ويؤثر أيضًا على قدرات الفرد أثناء أداء الخدمة العسكرية. بصرف النظر عن الجدال المتعلق بالعلاج الهرموني، فربما تظهر مضاعفات أخرى جراء ذلك العلاج. تبرز بعض المضاعفات الأخرى جراء العلاج بالإستروجين والتستوستيرون، مثل الخثار الوريدي واحتشاء العضلة القلبية وسرطان الثدي ومشاكل في الخصوبة والسكتة وخلل في وظيفة الكبد واعتلال الكلية وسرطان بطانة الرحم وهشاشة العظام. تسبب جميع تلك الأمراض (ولو واحدة منها) مشاكل واضحة في فعالية الخدمة العسكرية، خاصة عندما ينتشر الجنود في أماكن معزولة أو في مناطق مشابهة لساحات التدريب. إحدى الأمور الأخرى التي تتعارض مع أداء المتحولين للخدمة العسكرية هي تكلفة علاج هؤلاء الأفراد في الجيش. يسعى قسمٌ صغير فقط من الجنود المتحولين وراء العلاج والتدخل الطبي، فيخضع نحو 30 إلى 140 فرد للعلاج الهرموني سنويًا، بينما يجري نحو 25 إلى 100 فرد عملية إعادة تحديد الجنس. تُقدر تكلفة التحول من ذكر إلى أنثى بين 7000 إلى 24 ألف دولار، أما تكلفة التحول من أنثى إلى رجل فتتجاوز حاجز الـ 50 ألف دولار. تبلغ ميزانية وزارة الدفاع السنوية والمخصصة للرعاية الصحية 6 مليارات دولار، وتشير الأرقام الموجودة في الدراسة إلى تراوح تكلفة علاج الأفراد العسكريين المصابين باضطراب الهوية الجندرية بين 2.4 مليون وحتى 8.4 مليون دولار، أي ما يعادل نحو 0.04 وحتى 0.14 بالمئة من ميزانية وزارة الدفاع السنوية والمخصصة للرعاية الصحية.
يدعي آخرون أن الجيش الفعال والمُدار بسلاسة يتطلب توافقًا وتناسقًا بين عناصر هذا الجيش. ويدعي أنصار هذه الحجة أن الأفراد المتحولين جنسيًا سيؤثرون سلبًا على تناسق الوحدات العسكرية. فـ «روابط الثقة بين أفراد الخدمة العسكرية» ضرورية للغاية. هناك مخاوف أخرى بخصوص السماح للمتحولين بالانضمام إلى القوات المسلحة، مفادها أن السماح لهم بذلك سيؤثر بشكل ضار على معنويات الجنود. لكن الفكرة السابقة تهمل كيفية التعامل مع قضية توفير المساكن الضرورية للحفاظ على معنويات الجنود واتساق الوحدات في مثل تلك الظروف. تجبر الخدمة العسكرية أفراد الجيش على العيش في مهاجع بطريقة حميمة. فإجبار أفراد الجيش –المتحولين جنسيًا– على العيش في ظروف قد تشعرهم بالضيق أو الانزعاج قد يؤثر سلبًا على أداء هؤلاء.

## وصلات خارجية
- Palm Center: Blueprints for Sound Public Policy
- LGBTInclusion The Hague Centre for Strategic Studies